# Arnau Vilaró
Arnaldo Vilaró Moncasí (Bellvís, Lérida, 1986) es guionista, ensayista y profesor universitario español.  Destacado por escribir el guion de Alcarràs, la película ganadora del Oso de Oro en la Berlinale de 2022, y por el libro La Caricia del Cine.

## Biografía
Licenciado en comunicación audiovisual por la Universidad Autónoma de Barcelona y doctor en Estudios Fílmicos por la Universidad Pompeu Fabra, trabajó en el departamento de dirección de Verano 1993 (2017) y, junto con Carla Simón, escribió Alcarràs (2022), película ganadora del Oso de Oro en el 72 Festival Internacional de Cine de Berlín. Hijo de agricultores de Lérida, la película está inspirada en parte de la infancia y del universo familiar de Vilaró.
Es profesor de estudios fílmicos en la Universidad Autónoma de Barcelona, en la Universidad Abierta de Cataluña y en ESCAC. Como investigador, ha dedicado su trabajo al estudio del cine francés y a la revisión de la obra de Gilles Deleuze. Ha desarrollado su carrera doctoral en las universidades Sorbonne Nouvelle de París y en el Instituto de Investigaciones Estéticas de la Universidad Nacional Autónoma de México, especializándose en historia y estética del cine francés. Ha publicado en revistas como Communication & Society, Historia y comunicación social, Cahiers du Grelcef, L’Atalante, Comparative Cinema, Secuencias, Zer, Área Abierta o Çédille y es autor de la monografía La caricia del cine (2017). Ha sido responsable de programaciones como Le corps et le lieu. Films autour de Ana Mendieta (2019) en el Museo Jeu de Paume de París y Revolución, je t’aime (2018) para el Ayuntamiento de Barcelona (2018), junto con Marina Vinyes.